# 馬爾維納 (密西西比州)
馬爾維納（英語：Malvina）是位於美國密西西比州玻利瓦縣的非建制地區。

## 歷史
馬爾維納原名法利亞（Phalia），1901年改為現稱。馬爾維納的郵局於1887年設立，其後於1956年停運。

## 地理
馬爾維納所處的海拔為高於海平面44米（即144英呎），而該地所採用的時區為UTC-6，即北美中部時區（CST）。同時該地設有夏令時間，為UTC-6調快一小時，即UTC-5（CDT）。